# China Northern Airlines

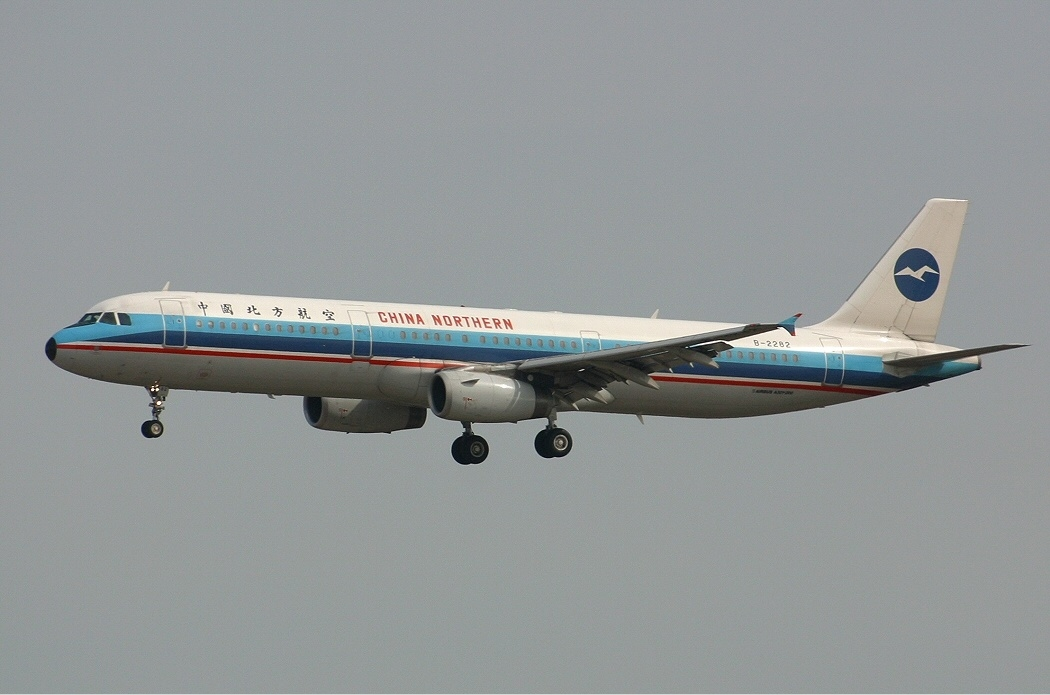

China Northen Airlines was een Chinese luchtvaartmaatschappij opgericht in 1990. De maatschappij ging een fusie aan in 2003 met China Southern Airlines. Tegenwoordig hoort bij de luchtvaartmaatschappij China Southern Airlines Northern Bran.